# Nicolau III d'Este
Nicolau III d'Este (em italiano:  Niccolò III d'Este; Ferrara, 9 de novembro de 1383 – 26 de dezembro de 1441) foi um Marquês de Ferrara de 1393 até à sua morte. Foi também um condottiero.

## Biografia
Era filho de Alberto d'Este e de Isotta Albaresani, tendo herdado o governo da cidade de seu pai em 1393 quando tinha apenas 10 anos de idade. Sendo menor, governou coadjuvado por um Conselho de Regência apoiado pelas Repúblicas de Veneza, Florença e Bolonha.
Em 1395 as tropas do Conselho de Regência foram atacadas na Batalha de Portomaggiore pelo familiar de Nicolau, Azzo X d'Este, um descendente de Obizzo II d'Este, que contestava o direito de Nicolau em governar Ferrara dado o seu nascimento ilegítimo, apesar de ter sido legitimado por seu pai. Contudo, as forças mercenárias de Azzo foram derrotadas e o próprio Azzo foi feito prisioneiro por Astorre I Manfredi, comandante das forças do Conselho de regência, afastando a ameaça ao governo de Nicolau.
Em 1397 Nicolau casou com Gigliola de Carrara, filha de Francisco II de Carrara, senhor de Pádua.
Em 1403 juntou-se à liga formada contra o Duque de Milão, sendo nomeado Capitão-geral dos exército papal pelo Papa Bonifácio IX. Em 1405, cedeu as terras ancestrais da família, perto de Este à República de Veneza.
Em 1410 o mestre de luta Fiore dei Liberi dedicou-lhe o seu tratado Fior di Battaglia, um manuscrito que é, em larga medida, a tentativa de fundação das artes marciais ocidentais.  Em 1413 fez uma peregrinação à Terra Santa. Em 1418 voltou a casar com Parisina Malatesta, filha de Andrea Malatesta. Dois anos mais tarde, temendo as ambições de Filipe Maria Visconti, cedeu-lhe as suas possessões de Parma.
Em 1425 Nicolau mandou executar a sua mulher Parisina e o seu filho ilegítimo Hugo com a acusação de adultério, decretando que todas as mulheres nos seus domínios que fossem culpadas de adultério seriam condenadas à morte. Contudo, teve que revogar esta ordem uma vez que ela iria despovoar Ferrara. Nesse ano foi de novo nomeado comandante em chefe da liga antiVisconti. Em 1429 o seu filho ilegítimo foi nomeado herdeiro do Marquesado.
O papel de Nicolau como líder prestigiado em Itália foi confirmado quando a sua cidade foi escolhida, em 1438, como sede do Concílio de Basileia-Ferrara-Florença.

## Casamentos e descendência
Nicolau teve filhos de, pelo menos, treze diferente mulheres.
Casou em primeiras núpcias com Gigliola de Carrara, filha de Francisco II de Carrara, senhor de Pádua em junho de 1397. Ela morreu de peste em 1416. Deste casamento não houve descendência.
Em segundas núpcias casou com Parisina Malatesta, filha de Andrea Malatesta. Mandou executá-la a 21 de maio de 1425 por alegadamente ter um romance com o seu filho ilegítimo Hugo d'Este. Deste casamento nasceram três filhos:
- Genebra (Ginevra) (1419 - …), que casou com familiar Sigismondo Pandolfo Malatesta;
- Lúcia (Luzia) (1419 – 1437), que casou com Carlos Gonzaga, senhor de Sabbioneta.
- Alberto Carlos (Alberto Carlo) (nascido e morto em 1421).

Em terceiras núpcias, em 1429, casou com Ricarda de Saluzzo, filha de Tomás III, Marquês de Saluzzo, de quem teve dois filhos:
- Hércules I (Ercole I) (1431 – 1505).
- Sigismundo (Sigismondo) (1433 – 1507).

Nicolau teve também onze filhos ilegítimos:
- Hugo (Ugo) (1405-1425), nascido de Stella de Tolomei, executado pelo pai a 21 de maio de 1425 por alegado romance com a sua madrasta Parisina Malatesta;
- Meliaduse, Abade de Pomposa e Ferrara, (1406–1452), nascido de Catarina de Médici;
- Leonel (Leonello) (1407–1450), nascido de Stella de Tolomei;
- Borso (Borso) (1413–1471), nascido de Stella de Tolomei;
- Alberto (1415 – 1502), nascido de Filippa della Tavola.
- Isotta (1425–1456), nascida de Filippa della Tavola, casou com Oddantonio II de Montefeltro, Duque de Urbino e, em segundas núpcias, Estêvão III Frankopan Modruški, Príncipe de Krk, Senj e Modruš, membro da família croata Frankopan;
- Beatriz (Beatrice) (1427–1497), casou com Nicolau de Correggio;
- Reinaldo (Rinaldo) (c. 1435 – 1535), filho de Anna de Roberti, senhor de Ostellato;
- Branca Maria (Bianca Maria) (1440 – 1506), filha de Anna de Roberti, casou com Galeotto I Pico, Senhor de Mirandola;
- Gurone (morreu em 1484), abade;
- Camilla (Camilla), casou com Rodolfo IV da Varano, senhor de Camerino.